# Elección papal de 1118
La elección papal de 1118 se llevó a cabo para elegir al sucesor del papa Pascual II, quien murió en Roma el 21 de enero de 1118, después de un pontificado de 18 años. Gelasio II fue elegido como su sucesor. La elección tuvo lugar durante la Querella de las Investiduras, un conflicto entre los partidarios del papado y los del Sacro Emperador Romano Germánico. 
La elección se llevó a cabo bajo la amenaza de posible violencia debido a la controversia. Los cardenales electores se refugiaron en el monasterio benedictino, Santa María en Pallara, durante la elección. A los pocos minutos de su elección como papa, Gelasio II fue atacado y encarcelado por la facción Frangipani, partidarios del Sacro Emperador Romano Germánico. Gelasio logró escapar, pero a la llegada del emperador con su ejército, huyó de Roma y nunca regresó.

## Cardenales electores
La bula papal titulada In Nomine Domini, emitida por el papa Nicolás II en 1059, declaró que, para elegir al sucesor tras la muerte del Papa en ejercicio, los cardenales-obispos discutirían y presentarían el nombre de un candidato adecuado, y los cardenales posteriormente ratificarían la nominación.
La información sobre los cardenales durante la elección fue recopilada más de doce años después por Pandulfo de Pisa, cardenal presbítero de los Santos Cosme y Damián. El relato no está completo. De hecho, algunos historiadores han señalado la inexactitud del relato de Pandulfo, incluida su lista de electores, dado su apoyo al antipapa Anacleto II (1130-1138), quien lo nombró cardenal.
Pandulfo afirma que asistieron a la elección 49 cardenales: cuatro obispos, 27 sacerdotes y 18 diáconos. Aun así, el relato menciona solo los nombres de 35 cardenales (cuatro obispos, 20 sacerdotes y 11 diáconos), incluyendo al electo Gelasio. Sin embargo, el estatus [aclaración necesaria] de los cardenales, sacerdotes y diáconos no estaba claro en el relato de Pandulfo. Además, varios cardenales mencionados por Pandulfo solo obtuvieron ese cargo cuando fueron elevados tras la elección papal por un papa posterior. Otros cronistas también presentaron relatos incompletos.
Según los trabajos de Rudolf Huls, el Colegio Cardenalicio contaba en enero de 1118 con sólo 41 miembros: 6 obispos, 20 sacerdotes y 15 diáconos, de los cuales participaron en la elección 36.
Estuvieron presentes dos subdiáconos: Nicolás, preboste de la Escuela Coral, y Amico OSB (Cluny), abad de San Lorenzo Extramuros.
Se puede establecer que estuvieron ausentes al menos dos cardenales presbíteros, dos cardenales obispos y un cardenal diácono.

## Elección de Gelasio II
Durante su papado, Pascual II libró la controversia de la investidura con el emperador Enrique V, que tenía un considerable número de seguidores entre la aristocracia de Roma. Del 6 al 11 de marzo de 1116, Pascual II presidió un concilio general en la Basílica de Letrán, El líder de la oposición antiimperial a las concesiones de Pascual a Enrique fue el cardenal Giovanni de Gaeta, canciller de la Santa Iglesia Romana. En el concilio, el papa Pascual se vio obligado a condenar su propio privilegium. Esta era una concesión que Pascual había otorgado al emperador, permitiéndole investir a los obispos con su bastón y anillo de oficio. 
Pascual acordó anatematizar nuevamente a cualquier persona que diera o recibiera títulos eclesiásticos de manos de un laico, aunque se resistió al deseo del concilio de anatematizar al emperador. Esta acción en el concilio por parte de Pascual fue un repudio del acuerdo que había alcanzado previamente con el emperador. Esto causó gran ofensa e ira. Tras numerosas gestiones ante el papa, Enrique marchó sobre Roma. El 5 de abril de 1117, los partidarios del emperador obligaron a Pascual a huir del palacio de Letrán. 
Pasó su tiempo en Montecassino y luego en Benevento. Allí celebró un sínodo, donde excomulgó al amigo del emperador, Mauricio Burdino, arzobispo de Braga, quien había sido el intermediario en las negociaciones recientes. Regresó a Roma, al Castillo de Sant'Angelo, el 14 de enero de 1118, donde falleció el 21 de enero.
Tras su muerte, los cardenales se refugiaron en el Palladium (S. Maria in Pallara), un monasterio benedictino en el Monte Palatino, temiendo la violencia de los partidarios del emperador. Las reuniones fueron presididas por el cardenal Pedro de Oporto. Esperó los tres días canónicos antes de comenzar la elección, habiendo enviado también un rápido mensajero convocando al cardenal Giovanni Gaetani, quien se encontraba en Montecassino. El 24 de enero de 1118, tres días después de las oraciones y devociones habituales, los electores eligieron por unanimidad al cardenal Giovanni Coniulo de Gaeta para el papado, cardenal-diácono de Santa Maria in Cosmedin y canciller de la Santa Sede. Tras la elección, adoptó el nombre papal de Gelasio II.

## Consecuencias
Poco después de su elección, mientras el clero y el pueblo celebraban la entronización de Gelasio, Cenzio Frangipani, partidario del emperador, cuya casa y cuartel general estaban junto a Santa María en Pallara, irrumpió en la iglesia con sus seguidores y agredió al papa. El papa fue apresado y llevado a casa de Frangipani, donde fue encadenado y encarcelado.
Gelasio II fue liberado gracias a un levantamiento popular liderado por Pedro, prefecto de Roma. Sin embargo, cuando el emperador Enrique y su ejército se acercaban a la ciudad, Gelasio huyó de Roma a su Gaeta natal el 1 de marzo, donde fue ordenado sacerdote el 9 de marzo de 1118. Fue consagrado obispo y entronizado el 10 de marzo. 
Pándulfo Pisano fue ordenado lector y exorcista ese mismo día. Luego huyó a Pisa y finalmente a Francia, donde permaneció hasta su muerte en la abadía de Cluny el 29 de enero de 1119. En su ausencia, el vicario papal en Roma fue el cardenal Pedro, obispo de Oporto.